# Spelthorne
Spelthorne è un borgo del Surrey, Inghilterra, Regno Unito, con sede a Staines.
Il borough nacque nel 1974 dal Distretto urbano di Staines ed il Distretto urbano di Sunbury-on-Thames, originariamente parte del Middlesex.

## Distretti
- Staines
- Sunbury-on-Thames
- Shepperton
- Ashford
- Laleham
- Kempton Park
- Stanwell
- Stanwell Moor
- Upper Halliford
- Charlton Village
- Littleton
- Lower Halliford

## Amministrazione

### Gemellaggi
- Melun,  Francia